# فری گاسپار
فری گاسپار (به پرتغالی: Frei Gaspar) یک منطقهٔ مسکونی در برزیل است که در میناز ژرایس واقع شده‌است. فری گاسپار ۶۲۸٫۳۰۳ کیلومتر مربع مساحت و ۵٬۸۶۹ نفر جمعیت دارد.